# Amore caro, amore bello
Amore caro amore bello... è il settimo album del cantautore italiano Bruno Lauzi, pubblicato dalla Numero Uno (catalogo ZDLN 5515) nel dicembre 1971.

## Il disco
Dopo il successo del singolo Amore caro, amore bello, giunto fino alla prima posizione dell'hit parade, Bruno Lauzi pubblica in dicembre un album doppio. Il primo disco è registrato in studio con l'apporto di alcuni musicisti, tra cui Mario Lavezzi dei Camaleonti, Claudio Fabi, Massimo Luca, Ellade Bandini, Damiano Dattoli, i fratelli La Bionda, Franz Di Cioccio e Franco Mussida della Premiata Forneria Marconi, Dario Baldan Bembo dell'Equipe 84, Gianni Dall'Aglio e Angel Salvador, ex-componenti dei Ribelli; inoltre in una canzone, Lei non è qui, non è là, la chitarra a 12 corde e l'armonica a bocca sono suonate dall'autore della musica, il cantautore Edoardo Bennato, che 2 anni dopo inciderà una sua versione della canzone includendola nel suo album di debutto, Non farti cadere le braccia. Questa prima parte contiene brani tutti inediti tranne Amore caro, amore bello,  L'aquila e Devo assolutamente sapere, già pubblicati su 45 giri.
Il secondo disco, registrato dal vivo al Teatro dei Filodrammatici di Milano, mette in evidenza l’aspetto di Lauzi meno noto, quello di showman e cabarettista, e le canzoni sono inframezzate da gag e battute che il cantautore fa con il pubblico. In questa seconda parte, in cui sono contenuti brani del vecchio repertorio di Lauzi – compresi Il tuo amore, presentato al Festival di Sanremo 1965 in abbinamento con Kenny Rankin, e due cover di When I Met Connie in Cornfield e Coccodì coccodà –, il cantautore si accompagna con la chitarra insieme ad Andrea Sacchi.
La copertina dell'album è curata da Caesar Monti e Wanda Spinello, mentre i tecnici del suono sono Ezio De Rosa e Plinio Chiesa; gli arrangiamenti e la direzione orchestrale sono curati da Damiano Dattoli, Massimo Salerno e Claudio Fabi.
Nel 1972 i fratelli La Bionda incideranno due canzoni presenti in questo lavoro, Al mercato dei fiori e Il coniglio rosa, nel loro primo album Fratelli La Bionda s.r.l..
L'album non è mai stato ristampato in CD.

## Tracce

### Disco 1:Amore caro, amore bello(in studio)

#### Lato A
1. Amore caro, amore bello – 3:05 (testo: Mogol – musica: Lucio Battisti; edizioni musicali Acqua Azzurra)
2. Al mercato dei fiori – 2:57 (testo: Bruno Lauzi – musica: Carmelo e Michelangelo La Bionda; edizioni musicali Come il Vento/Numero Uno)
3. 4.000.000 di anni fa – 3:23 (testo: Bruno Lauzi – musica: Carmelo e Michelangelo La Bionda; edizioni musicali Come il Vento/Numero Uno)
4. Lei non è qui, non è là – 3:52 (testo: Bruno Lauzi – musica: Edoardo Bennato; edizioni musicali Universale)
5. Il costruttore – 2:27 (Bruno Lauzi; edizioni musicali Numero Uno)
6. Giovedì speciale – 2:56 (testo: Bruno Lauzi – musica: Tito Fontana; edizioni musicali Universale)

Durata totale: 18:40

#### Lato B
1. L'aquila – 4:50 (testo: Mogol – musica: Lucio Battisti; edizioni musicali Acqua Azzurra)
2. Un buon matrimonio – 3:28 (testo: Pino Donaggio e Bruno Lauzi – musica: Pino Donaggio; edizioni musicali Accordo)
3. Il coniglio rosa – 3:15 (testo: Bruno Lauzi – musica: Carmelo e Michelangelo La Bionda; edizioni musicali Come il Vento/Numero Uno)
4. Stella, stella – 2:26 (testo: Bruno Lauzi – musica: Massimo Salerno; edizioni musicali Universale)
5. Devo assolutamente sapere – 3:53 (Bruno Lauzi; edizioni musicali Universale)
6. Il tuo amore – 2:40 (Bruno Lauzi; edizioni musicali Ariston)

Durata totale: 20:32

### Disco 2:Dal recital al Teatro Filodrammatici di Milano(dal vivo)

#### Lato A
Testi e musiche di Bruno Lauzi; edizioni musicali Ariston. Il tutto, eccetto dove indicato.
1. Menica, menica – 3:15
2. Vecchio paese – 2:34
3. La banda – 3:32
4. Gli acrobati – 1:55
5. La mia solitudine (Ma solitude) – 3:54 (testo italiano: Bruno Lauzi – testo originale e musica: Georges Moustaki; edizioni musicali Esedra)

Durata totale: 15:10

#### Lato B
1. O frigideiro – 3:02 (testo: Giorgio Calabrese – musica: Bruno Lauzi, Gian Franco Reverberi; edizioni musicali Suvini Zerboni)
2. Il tuo amore (presentata, inizialmente, al Festival di Sanremo 1965) – 4:37 (Bruno Lauzi; edizioni musicali Ariston)
3. Ritornerai – 2:47 (Bruno Lauzi; edizioni musicali Ariston)
4. When I Meet Connie in Cornfield – 2:02 (Harry Tilsley, Robert Hargreaves, Stanley Damerelli; edizioni musicali Pubblico Dominio)
5. Coccodì coccodà – 4:29 (testo: Walter Valdi – musica: Armando Celso; edizioni musicali Pubblico Dominio)

Durata totale: 16:57

## Formazione
- Bruno Lauzi – voce
- Franco Mussida, Carmelo e Michelangelo La Bionda, Bruno Lauzi[3] – chitarre acustiche
- Edoardo Bennato – chitarra 12 corde, armonica (in Lei non è qui, non è là)
- Andrea Sacchi[3], Mario Lavezzi, Massimo Luca – chitarre elettriche
- Damiano Dattoli, Angelo Salvador – basso
- Franz Di Cioccio, Ellade Bandini, Gianni Dall'Aglio, Ottavio Corbellini – batteria, percussioni
- Dario Baldan Bembo, Claudio Fabi – piano, organo
- I 4 + 4 di Nora Orlandi, I Musical – cori